# Гаджиагалы, Орхан Фархад оглы
Гаджиагалы Орхан Фархад оглу (азерб. Hacıağalı Orxan Fərhad oğlu) (родился 21 июля 1992 года в городе Закаталы, Азербайджан) — один из самых молодых и перспективных азербайджанских дзюдоистов. Кандидат в мастера спорта. Член юношеской и молодёжной сборных команд Азербайджана по дзюдо. Пятикратный обладатель Кубка мира среди юниоров. Победитель Кубка Европы по дзюдо (2010).

## Данные
- Рост 1.70 см, вес 66 кг. Ранее выступал также в весовых категориях до 46, до 50, до 55 и до 60 кг.

## Образование
- Ещё в дошкольном возрасте ходил в Детско-юношескую Спортивную Школу города Закаталы.
- В 2004—2007 годах был членом профессионального спортивного клуба «Интер» (Баку).
- С 2008 года — член клуба «Атилла» спортивного общества «Нефтчи» в Баку.
- Окончил гимназию европейских языков города Закаталы.
- Выпускник факультета физической культуры и подготовки юношей допризывного возраста Азербайджанского педагогического института имени Ахундова.

## Достижения

### Кубки Мира
Пятикратный победитель а также серебряный медалист Кубка Мира по дзюдо среди юниоров, традиционно проходящих каждый год в турецком курортном городе Анталья.

### Чемпионаты Азербайджана
- Серебряный призёр чемпионата Азербайджана по дзюдо среди юношей 2005 года, в весовой категории до 55 кг.
- Золотой медалист чемпионата Азербайджана по дзюдо среди юношей 2006 года, в весовой категории до 60 кг.
- Бронзовый призёр чемпионата Азербайджана по дзюдо среди юношей 2007 года, в весовой категории до 66 кг.
- Серебряный призёр чемпионата Азербайджана по дзюдо среди юношей-переходников 2007 года, в весовой категории до 60 кг.
- Победитель Чемпионата Азербайджана по Дзюдо среди Юношей 2008 года, в весовой категории до 66 кг.
- Серебряный призёр чемпионата Азербайджана по дзюдо среди молодёжи 2008 года, в весовой категории до 66 кг.
- Серебряный призёр чемпионата Азербайджана по дзюдо среди молодёжи 2009 года, в весовой категории до 66 кг.
- Бронзовый призёр чемпионата Азербайджана по дзюдо среди молодёжи 2010 года, в весовой категории до 66 кг.
- Победитель чемпионата Азербайджана среди дзюдоистов до 23 лет 2013 года, в весовой категории до 66 кг.[3]
- Серебряный призёр чемпионата Азербайджана по дзюдо среди взрослых 2014 года, в весовой категории до 66 кг.
- Победитель чемпионата Азербайджана по дзюдо среди военных 2013 года.

### Международные турниры
- Двукратный победитель международного турнира по дзюдо среди юниоров, проходивших в городе Дербент (Российская Федерация) в 2006 и в 2007 годах в весовой категории до 60 кг.
- Золотой и серебряный медалист Традиционного международного турнира по дзюдо среди юниоров памяти генерала Ази Асланова, проходившего в Баку в 2007 (до 60 кг) и 2008 (до 66 кг) годах.
- Серебряный медалист международного турнира по дзюдо среди юниоров, проходившего в Стамбуле (Турция) в 2008 году, в весовой категории до 66 кг.[4]
- Бронзовый призёр международного юношеского турнира по дзюдо «Бескиды-2008», проходившего в польском городе Биелско-Биала в мае 2008 года, в весовой категории до 66 кг.
- Победитель первых Евразийских спортивных игр среди юношей и девушек, проходивших в Бресте (Белоруссия) в 2007 году, в весовой категории до 60 кг.
- Серебряный призер международного «Кубка Атиллы» среди молодежи 2010 года, прошедшего в Баку.[5]
- Бронзовый призер турецкой супер-лиги по дзюдо в составе клуба «Галатасайрай» Стамбул в 2014 году.

### Кубок Европы
- 18 июля 2010 года завоевал золотую медаль на Кубке Европы 2010 (Стамбул) в весовой категории 66 кг.[2][6]

## Тренеры
- Ибадуллах Шабанов (Детско-юношеская спортивная школа города Закаталы)
- Агаяр Ахундзаде (Сборная)
- Рауф Велиев (ПСК Интер)